# Saint-Laurent-les-Bains
Saint-Laurent-les-Bains ist eine Ortschaft und eine ehemalige französische Gemeinde mit 155 Einwohnern (Stand: 1. Januar 2022) im Département Ardèche in der Region Auvergne-Rhône-Alpes. Sie gehörte zum Kanton Haute-Ardèche im Arrondissement Largentière.
Mit Wirkung vom 1. Januar 2019 wurden die ehemaligen Gemeinden Saint-Laurent-les-Bains und Laval-d’Aurelle zur Commune nouvelle Saint-Laurent-les-Bains-Laval-d’Aurelle zusammengeschlossen und haben in der neuen Gemeinde der Status einer Commune déléguée. Der Verwaltungssitz befindet sich im Ort Saint-Laurent-les-Bains.

## Lage
Nachbarorte sind Laveyrune im Nordwesten, Saint-Étienne-de-Lugdarès im Norden, Borne im Osten, Montselgues im Südosten, Laval-d’Aurelle im Süden, Prévenchères im Südwesten und La Bastide-Puylaurent.

## Bevölkerungsentwicklung
| Jahr      | 1962 | 1968 | 1975 | 1982 | 1990 | 1999 | 2007 | 2012 | 2016 |
| --------- | ---- | ---- | ---- | ---- | ---- | ---- | ---- | ---- | ---- |
| Einwohner | 279  | 226  | 199  | 165  | 136  | 182  | 157  | 135  | 138  |